# Josep Pere Isern Maristany
Josep Pere Isern Maristany, àlies Titit (el Masnou, Maresme, 11 d'octubre de 1828 - el Masnou, Maresme, 10 de febrer de 1902) fou un mariner català, alcalde del Masnou entre 1879 i 1883.

## Biografia
A la majoria de documents apareix com a “Josep Isern i Maristany”. Fou capità de vaixell de marina mercant. Fou capità de la pollacra goleta Joven Adela. Es presentà a les eleccions municipals al Masnou l'any 1871 i entrà a l'Ajuntament com a regidor l'1 de febrer de 1872. Fou regidor fins al 24 d'agost de 1873. A les eleccions de l'any 1873 es tornà a presentar, però no aconseguí l'acta de regidor. Tornà a presentar-se l'any 1877, sense èxit. Tornà a provar a les eleccions municipals de 1879 i aconseguí ser elegit regidor i en el moment de la constitució de l'Ajuntament a l'1 de juliol, fou elegit alcalde del Masnou.
El mes de juny de 1880, quan no feia ni un any de la seva presa de possessió, fou encausat criminalment i inhabilitat per ocupar càrrec públic pel que fou conegut com l'afer de les gallines. Després de ser nomenat alcalde havia creat un impost sobre les gallines, cosa que provocà resistències i aldarulls dels venedors de gallines que acabà amb una denúncia per considerar l'impost il·legal. La justícia donà la raó als venedors i inhabilità l'alcalde, que el 15 de juny de 1880 fou destituït i substituït pel tinent d'alcalde primer, Jaume Oliver Pagès.
L'any 1881, amb el Partit Liberal Fusionista al govern espanyol, l'Ajuntament demanà la reposició de l'alcalde destituït, que era del mateix partit. El 23 d'abril de 1881 va ser reposat com a alcalde del Masnou, un cop dictada sentència absolutòria. Fou alcalde fins l'1 de juliol de 1883, quan es presentà a les eleccions municipals però només aconseguí 3 vots.
A part de per l'afer de les gallines també fou cèlebre per fer tallar, quan era alcalde, un arbre de la plaça del Mercat on es reunien els seus detractors a malparlar d'ell. L'endemà, al lloc on hi havia l'arbre hi va aparèixer una nota satírica que deia: “Tants titits que he sostingut i un sol titit m'ha fotut".
Es casà amb Maria Hombravella Oliver (1831-1903) i tingueren cinc fills: Francesc, Josep, Jacint, Maria (que seria muller d'Enric Ribas i Ribas) i Jaume Isern i Hombravella. El fons documental del seu fill Francesc, que fou també capità de vaixell de marina mercant, es troba l'Arxiu Municipal del Masnou.